# Madrid Open 2009 - Qualificazioni singolare femminile
Le qualificazioni del singolare femminile del Madrid Open 2009 sono state un torneo di tennis preliminare per accedere alla fase finale della manifestazione. I vincitori dell'ultimo turno sono entrati di diritto nel tabellone principale. In caso di ritiro di uno o più giocatori aventi diritto a questi sono subentrati i lucky loser, ossia i giocatori che hanno perso nell'ultimo turno ma che avevano una classifica più alta rispetto agli altri partecipanti che avevano comunque perso nel turno finale.
Le qualificazioni del Madrid Open 2009 prevedevano 32 partecipanti di cui 8 sono entrati nel tabellone principale.

## Teste di serie
1. Assente
2. Roberta Vinci (Qualificata)
3. Elena Vesnina (Qualificata)
4. Assente
5. Anna-Lena Grönefeld (Qualificata)
6. Vera Duševina (Qualificata)
7. Assente
8. Tamira Paszek (primo turno)

1. Assente
2. Nathalie Dechy (ultimo turno)
3. Michelle Larcher De Brito (primo turno)
4. Mariana Duque-Marino (primo turno)
5. Alla Kudrjavceva (ultimo turno)
6. Jill Craybas (primo turno)
7. Ayumi Morita (ultimo turno)
8. Akgul Amanmuradova (Qualificata)

## Qualificati
1. Akgul Amanmuradova
2. Roberta Vinci
3. Elena Vesnina
4. Mariana Duque-Marino

1. Anna-Lena Grönefeld
2. Vera Duševina
3. Aravane Rezaï
4. Varvara Lepchenko

## Tabellone

### Legenda
| - Q = Qualificato - WC = Wild card - LL = Lucky loser | - ALT = Alternate - SE = Special Exempt - PR = Protected Ranking | - w/o = Walkover - r = Ritirato - d = Squalificato |

### Sezione 1
|  | Primo turno     | Primo turno        | Primo turno        | Primo turno | Primo turno |  |  | Ultimo turno | Ultimo turno       | Ultimo turno       | Ultimo turno | Ultimo turno |  |
|  |                 |                    |                    |             |             |  |  |              |                    |                    |              |              |  |
|  | Ana Bogdan      | Ana Bogdan         | Ana Bogdan         | 6           | 6           |  |  |              |                    |                    |              |              |  |
|  | Alicja Rosolska | Alicja Rosolska    | Alicja Rosolska    | 1           | 3           |  |  |              | Ana Bogdan         | Ana Bogdan         | 1            | 1            |  |
|  | 16              | Akgul Amanmuradova | Akgul Amanmuradova | 6           | 6           |  |  | 16           | Akgul Amanmuradova | Akgul Amanmuradova | 6            | 6            |  |
|  |                 | Julie Ditty        | Julie Ditty        | 4           | 4           |  |  |              |                    |                    |              |              |  |

### Sezione 2
|  | Primo turno | Primo turno                       | Primo turno                       | Primo turno | Primo turno |  |  | Ultimo turno | Ultimo turno   | Ultimo turno   | Ultimo turno | Ultimo turno |  |
|  |             |                                   |                                   |             |             |  |  |              |                |                |              |              |  |
|  | 2           | Roberta Vinci                     | Roberta Vinci                     | 6           | 6           |  |  |              |                |                |              |              |  |
|  |             | Eloisa-Maria Compostizo-De Andres | Eloisa-Maria Compostizo-De Andres | 1           | 1           |  |  | 2            | Roberta Vinci  | Roberta Vinci  | 7            | 6            |  |
|  | 10          | Nathalie Dechy                    | Nathalie Dechy                    | 6           | 6           |  |  | 10           | Nathalie Dechy | Nathalie Dechy | 5            | 0            |  |
|  |             | Janette Husárová                  | Janette Husárová                  | 1           | 2           |  |  |              |                |                |              |              |  |

### Sezione 3
|  | Primo turno | Primo turno        | Primo turno        | Primo turno | Primo turno |  |  | Ultimo turno | Ultimo turno  | Ultimo turno  | Ultimo turno | Ultimo turno |  |
|  |             |                    |                    |             |             |  |  |              |               |               |              |              |  |
|  | 3           | Elena Vesnina      | Elena Vesnina      | 6           | 6           |  |  |              |               |               |              |              |  |
|  |             | Yera Campos-Molina | Yera Campos-Molina | 4           | 1           |  |  | 3            | Elena Vesnina | Elena Vesnina | 6            | 6            |  |
|  | 15          | Ayumi Morita       | Ayumi Morita       | 6           | 6           |  |  | 15           | Ayumi Morita  | Ayumi Morita  | 1            | 1            |  |
|  |             | Mara Santangelo    | Mara Santangelo    | 1           | 2           |  |  |              |               |               |              |              |  |

### Sezione 4
|  | Primo turno | Primo turno          | Primo turno       | Primo turno | Primo turno |  |  | Ultimo turno | Ultimo turno         | Ultimo turno | Ultimo turno | Ultimo turno |  |
|  |             |                      |                   |             |             |  |  |              |                      |              |              |              |  |
|  | 17          | Galina Voskoboeva    | Galina Voskoboeva | 7           | 7           |  |  |              |                      |              |              |              |  |
|  |             | Nathalie Viérin      | Nathalie Viérin   | 64          | 5           |  |  | 17           | Galina Voskoboeva    | 7            | 4            | 3            |  |
|  |             | Mariana Duque-Marino | 1                 | 6           | 6           |  |  |              | Mariana Duque-Marino | 5            | 6            | 6            |  |
|  | 12          | Tathiana Garbin      | 6                 | 3           | 2           |  |  |              |                      |              |              |              |  |

### Sezione 5
|  | Primo turno | Primo turno               | Primo turno         | Primo turno | Primo turno |  |  | Ultimo turno | Ultimo turno              | Ultimo turno              | Ultimo turno | Ultimo turno |  |
|  |             |                           |                     |             |             |  |  |              |                           |                           |              |              |  |
|  | 5           | Anna-Lena Grönefeld       | Anna-Lena Grönefeld | 6           | 6           |  |  |              |                           |                           |              |              |  |
|  |             | Camille Pin               | Camille Pin         | 3           | 1           |  |  | 5            | Anna-Lena Grönefeld       | Anna-Lena Grönefeld       | 6            | 6            |  |
|  |             | Michelle Larcher De Brito | 1                   | 6           | 6           |  |  |              | Michelle Larcher De Brito | Michelle Larcher De Brito | 1            | 0            |  |
|  | 11          | Ol'ga Govorcova           | 6                   | 4           | 4           |  |  |              |                           |                           |              |              |  |

### Sezione 6
|  | Primo turno        | Primo turno        | Primo turno        | Primo turno | Primo turno |  |  | Ultimo turno | Ultimo turno  | Ultimo turno  | Ultimo turno | Ultimo turno |  |
|  |                    |                    |                    |             |             |  |  |              |               |               |              |              |  |
|  | 6                  | Vera Duševina      | Vera Duševina      | 6           | 6           |  |  |              |               |               |              |              |  |
|  |                    | Vitalija D'jačenko | Vitalija D'jačenko | 2           | 1           |  |  | 6            | Vera Duševina | Vera Duševina | 6            | 6            |  |
|  | Vania King         | Vania King         | Vania King         | 6           | 6           |  |  |              | Vania King    | Vania King    | 3            | 1            |  |
|  | Vladimíra Uhlířová | Vladimíra Uhlířová | Vladimíra Uhlířová | 1           | 1           |  |  |              |               |               |              |              |  |

### Sezione 7
|  | Primo turno | Primo turno                | Primo turno   | Primo turno | Primo turno |  |  | Ultimo turno  | Ultimo turno  | Ultimo turno  | Ultimo turno | Ultimo turno |  |
|  |             |                            |               |             |             |  |  |               |               |               |              |              |  |
|  |             | Aravane Rezaï              | Aravane Rezaï | 6           | 6           |  |  |               |               |               |              |              |  |
|  | 18          | Sania Mirza                | Sania Mirza   | 3           | 3           |  |  | Aravane Rezaï | Aravane Rezaï | Aravane Rezaï | 6            | 6            |  |
|  |             | Jill Craybas               | 2             | 6           | 6           |  |  | Jill Craybas  | Jill Craybas  | Jill Craybas  | 4            | 4            |  |
|  | 14          | Barbora Zahlavova Strycova | 6             | 3           | 4           |  |  |               |               |               |              |              |  |

### Sezione 8
|  | Primo turno | Primo turno            | Primo turno            | Primo turno | Primo turno |  |  | Ultimo turno | Ultimo turno      | Ultimo turno | Ultimo turno | Ultimo turno |  |
|  |             |                        |                        |             |             |  |  |              |                   |              |              |              |  |
|  |             | Varvara Lepchenko      | Varvara Lepchenko      | 6           | 6           |  |  |              |                   |              |              |              |  |
|  | 8           | Tamira Paszek          | Tamira Paszek          | 1           | 2           |  |  |              | Varvara Lepchenko | 4            | 6            | 6            |  |
|  | 13          | Alla Kudrjavceva       | Alla Kudrjavceva       | 7           | 6           |  |  | 13           | Alla Kudrjavceva  | 6            | 1            | 2            |  |
|  |             | Paula Fondevila-Castro | Paula Fondevila-Castro | 65          | 2           |  |  |              |                   |              |              |              |  |